# Leiodere nana
Leiodere nana är en mångfotingart som beskrevs av Loomis 1938. Leiodere nana ingår i släktet Leiodere och familjen Cambalidae. Inga underarter finns listade i Catalogue of Life.